# Santiago Pérez (Radsportler)
Santiago Pérez Fernández (* 5. August 1977 in Grado) ist ein ehemaliger spanischer Radrennfahrer.

## Sportliche Laufbahn
Santiago Pérez begann seine Karriere 2001 bei dem portugiesischen Radsportteam Barbot-Torrie. In seinem ersten Jahr konnte er  eine Etappe  der Portugal-Rundfahrt für sich entscheiden. Danach wechselte er zu Kelme-Costa Blanca, wo er ein Jahr blieb, bevor er zu dem Schweizer Rennstall Phonak Hearing Systems ging.
Zweimal startete Santi Pérez bei der Tour de France. 2002 gab er nach der elften Etappe auf, 2004 belegte er Platz 49 in der Gesamtwertung.
Bei der Vuelta a España 2004 gewann Pérez in der letzten Woche eine Bergankunft und zwei Zeitfahren. Damit wurde er Zweiter in der Gesamtwertung und kam bis auf 30 Sekunden an den Sieger Roberto Heras heran. Während der Vuelta wurde er jedoch wie sein Teamkollege Tyler Hamilton positiv auf Fremdblutdoping getestet und bekam dafür eine zweijährige Sperre. Nach Ablauf der Sperre unterschrieb Pérez für die Saison 2007 einen Vertrag bei dem spanischen Professional Continental Team Relax-Gam unterschrieben. 2011 beendete er seine Karriere.

## Erfolge
2001
- eine Etappe Portugal-Rundfahrt

2002
- eine Etappe Giro d’Italia 2002

2004
- drei Etappen Vuelta a España

2009
- Clasica Vieira do Minho

2010
- Gesamtwertung Subida al Naranco
- eine Etappe GP Liberty Seguros (POR)
- Gesamtwertung GP Liberty Seguros (POR)

2011
- Gran Premio Llodio